# Uitgeverij Kritak
Uitgeverij Kritak is een Belgische uitgeverij, thans onderdeel van Uitgeverij Lannoo. 

## Geschiedenis
André van Halewyck en Rik Coolsaet waren sinds het eind van de jaren 70 actief bij het tijdschrift Kritak (Kritische Actie). In november 1976 vormden zij dat om tot een uitgeverij. Vanaf eind 1983 gaf Kritak het noodlijdende weekblad De Zwijger uit maar in juni 1984 werd de publicatie toch stopgezet. In 1985 werd Kritak overgenomen door de Nederlandse uitgeverij Meulenhoff. Dat nam in 1993 ook het Belgische Manteau over, en probeerde dit met Kritak samen te voegen. Dit stuitte op weerstand, en Van Halewyck probeerde onder meer Kritak terug te kopen. Door die spanningen werd Van Halewyck op staande voet ontslagen, iets waarvoor Meulenhoff jaren later voor de rechter ongelijk zou krijgen.
Van Halewyck richtte daarop in 1995 zijn eigen uitgeverij Van Halewyck op, die in 2016 werd opgenomen in de groep groep Pelckmans Uitgevers. In 2019 bracht hij slapende titel Kritak opnieuw tot leven. 

## Enkele uitgeverswerken
Tot 1995
- Marcel Grauls, Uit de bek van de hel. Schrijvers in Latijns-Amerika, (1980)
- Luc Huyse, De gewapende vrede. Politiek in België na 1945, 1980 (7e druk: 1987)
- Kamagurka en Herr Seele, Cowboy Henk. De tintelende titel (strip), 1982
- Kamagurka en Seele, Cowboy Henk. Het geroken oor (strip), 1982
- Kamagurka en Seele, Cowboy Henk. Cowboy Henk zet door (strip), 1983
- Guido Van Meir en Jan Bosschaert, Pest in 't paleis (strip), 1983
- Jaak Brepoels en Luc Huyse (met Mark Schaevers Frank Vandenbroucke), Eeuwige dilemma's: honderd jaar socialistische partij, 1985
- Rudi Van Doorslaer en Etienne Verhoeyen, De moord op Lahaut. Het communisme als binnenlandse vijand, 1985
- Johan Anthierens, Het Belgische domdenken: smaadschrift, 1986
- Jan Ceuleers en Mark Schaevers, Waar ligt België?, 1986
- Rik Coolsaet, Buitenlandse zaken, 1987
- Jo Govaerts, Hanne Ton (dichtbundel), 1987
- Luc Huyse, De verzuiling voorbij, 1987
- Gilbert Grauws, De papegaaieschommel', 1988
- Jo Govaerts, De twijfelaar (dichtbundel), 1989
- Johan Anthierens, Brief aan een postzegel: kritisch koningsboek, 1990
- Paul Koeck, Notaris X, 1990
- Hugo Schiltz, Gedaan met treuren en zeuren: omtrent de jongste staatshervorming, 1990
- Guido Van Meir, Het wordt te veel voor Corneel, 1990
- Luc Huyse en Steven Dhondt, Onverwerkt verleden. Collaboratie en repressie in België, 1942-1952, 1991
- Johan Anthierens, Willem Elsschot. Het Ridderspoor, 1992
- Rik Coolsaet, Klein land, veel buitenland, 1992
- Jo Govaerts, Waar je naar zit te kijken. Gedichten, 1994
- Luc Huyse, De politiek voorbij. Een blik op de jaren negentig, 1994
- Guido Van Meir, Feestelijk bedankt! Het wordt weer te veel voor Corneel, 1994
- Marc Mijlemans (postuum), Mijl op Zeven: Nagelaten Werk (verzamelde televisiekritieken), 1995

Vanaf 2019 (Kritak 2.0)
- Walter De Smedt, Het land van de onbestrafte misdaden. Waarom faalt Justitie?, 2020
- Karel Anthonissen en Wim Van den Eynde, Achter de schermen van de BBI. Memoires van een caractériel, 2020
- Ludo De Witte, De moord op Lumumba. Kroniek van een aangekondigde dood, 2020
- Erik Raeven, De belastingAANSLAG, 2020
- Karel Vinck en Wim Van den Eynde, De kracht van een crisis, 2021
- Douglas De Coninck, Mister Big. Over een moord, onorthodoxe politiemethodes en een bekentenis, 2021
- Christophe Brackx, Loekasjenko, de laatste dictator in Europa, 2021
- Sven Biscop, Hoe de grootmachten de koers van de wereldpolitiek bepalen, 2021
- Philip Engels, De clan Reynders, 2021
- Bob Michiels, Wanneer stoppen de fiscale privileges?, 2021
- Rik Coolsaet, Vergeet dat onze tijd zoveel complexer is dan alles wat ooit voorafging. Geschiedenis van de wereld van morgen, 2021
- André Vermeulen, Van Canzonissima tot Eurosong, 65 Jaar Belgische Preselecties voor het Eurovisiesongfestival, 2021